# Ebaeides grouvellei
Ebaeides grouvellei là một loài bọ cánh cứng trong họ Cerambycidae.